# Handley Page Hampden
Handley Page Hampden byl britským dvoumotorovým bombardovacím letounem s dvojitou SOP užívaným v druhé světové válce.

## Vývoj

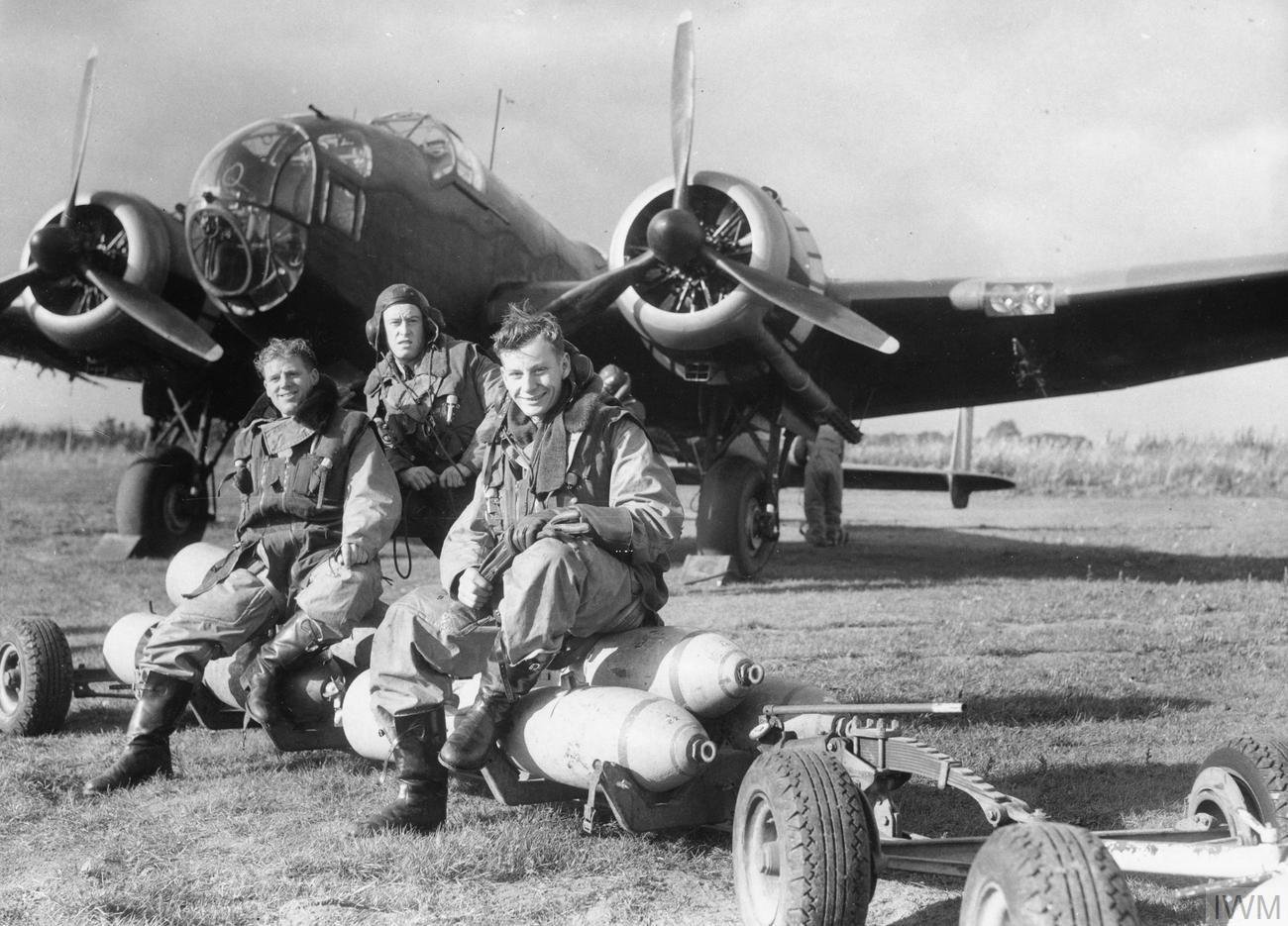
Handley Page Hampden s posádkou na základně RAF Scampton, říjen 1940

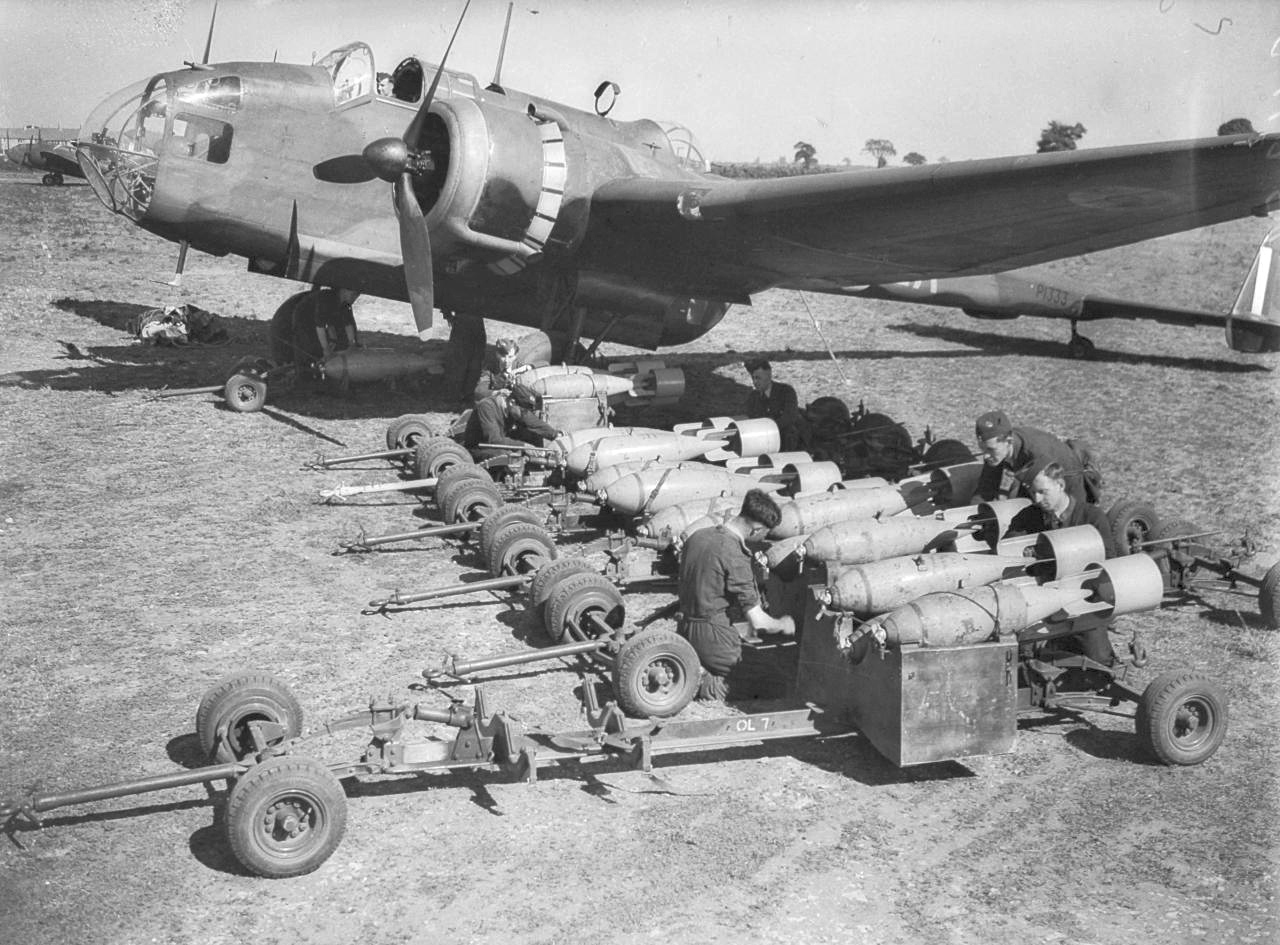
Hampden během nakládání pum

Hampden vznikl na základě specifikací britského Ministerstva letectví B.9/32.
První prototyp, označený Handley Page 52 (K4240), poprvé vzlétl v Radlettu 21. června 1936 s firemním šéfpilotem J. L. B. H. Cordesem. Pohon zajišťovala dvojice hvězdicových devítiválců Bristol PE 5. Po zalétání byl letoun přelétnut do A&AEE v Martlesham Heath, kde byl podroben dalším testům. Na konci roku 1936 stroj obdržel jméno Hampden.
První sériové letouny Handley Page HP.52 Hampden Mk.I, určené ke zkouškám, začaly opouštět mateřskou továrnu v Cricklewoodu v polovině roku 1938. Za pohon byly vybrány hvězdicové devítiválcové motory chlazené vzduchem Bristol Pegasus XVIII o výkonu 721 kW. Výrobu Hampdenů následně zahájila také společnost English Electric v Prestonu a Canadian Associated Aircraft Limited v Kanadě (160 exemplářů).
V letech 1942–1943 bylo upraveno 144 Hampdenů Mk.I na torpédové bombardéry Hampden TB Mk.I vnějším i vnitřním přebudováním pumovnice. Sloužily v rámci útvarů podřízených Coastal Command.
Na výrobě strojů se podílela rovněž firma Short Brothers & Harland Ltd. v Belfastu. Do motorových gondol byly instalovány kapalinou chlazené do H uspořádané čtyřiadvacetiválce Napier Dagger VIII o vzletovém výkonu 702 kW. Takto upravená subvarianta nesla označení Handley Page HP.53 Hereford.
První prototyp (L7271), stavěný původně pro Flygvapnet, byl zalétán 1. července 1937. Stroj byl zatím dokončen s motory Pegasus XX a kromě tvarově odlišné přídě a spodního střeliště odpovídal Hampdenům. Po ukončení první série zkoušek byl přelétnut do Sydenhammu u Belfastu, aby se s ním mohli seznámit tovární piloti společnosti Short. Firma byla pověřena v roce 1936 stavbou stokusové série Hampdenů pod podmínkou instalace jiných pohonných jednotek, než Bristol Pegasus. Bylo to opatření pro případ nečekaného nedostatku těchto motorů ve válečné situaci. Volba nakonec padla na řadové čtyřiadvacetiválcové motory Napier Dagger VIII konstruktéra A. E. Hagga. V březnu 1938 byly původní motory Pegasus XX prvního prototypu zaměněny za tyto pohonné jednotky, s nimiž letoun poprvé vzlétl 6. října 1938. Od srpna 1939 HP.53 sloužil jen jako nelétající pomůcka.
Již v únoru 1938 bylo rozhodnuto, že Hampden s Daggery se bude nazývat HP.52 Hereford Mk.I. Označení HP.53 tak nesl pouze první prototyp.
První sériový Hereford (L6002) vzlétl 17. března 1939, přičemž zakázka byla mezitím zvýšena na 150 kusů. Z této produkce bylo 20 Herefordů později přepracováno na standard Hampden.

## Nasazení

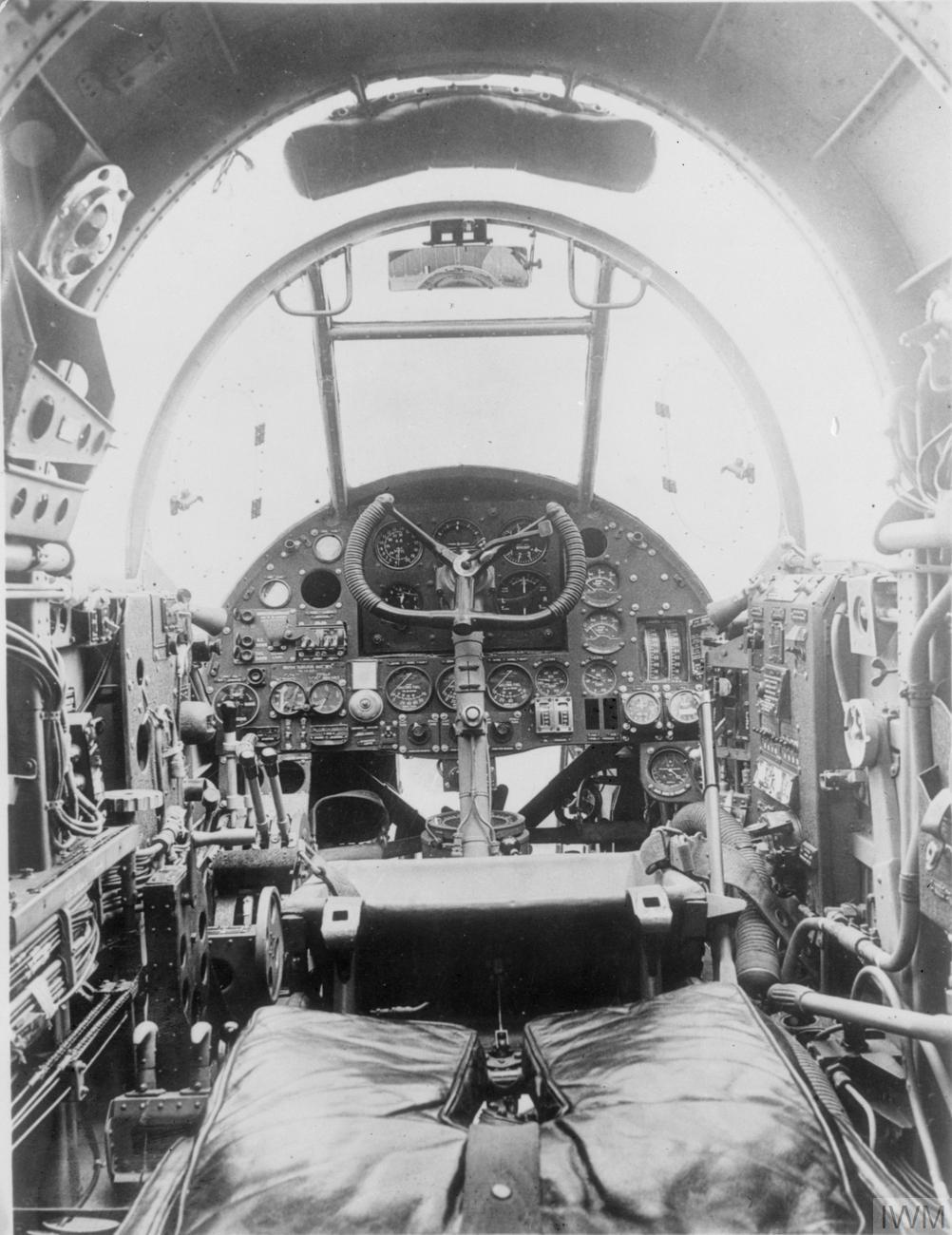
Pilotní prostor letounu Handley Page Hampden

Jako první přezbrojila v srpnu 1938 na letouny Hampden 49. peruť RAF ve Scamptonu, používající do té doby stroje Hawker Hind. Do konce roku mělo Royal Air Force u tří perutí celkem 36 Hampdenů.
Do první bojové operace byly nasazeny již 3. září 1939 při útoku na plavidla Kriegsmarine v ústí Kielského průplavu. Celou akci však nakonec znemožnily nepříznivé povětrnostní podmínky.
Do konce roku 1939 stroje 5. bombardovací skupiny uskutečnily 21 ozbrojených denních průzkumných operací nad mořem, avšak brzy byly staženy, přezbrojeny silnějšími kulomety a dodatečně pancéřovány.
Roku 1940 byla posádka letounu doplněna o dalšího muže a Hampden se užíval jako noční bombardér. Posledním větším využitím Hampdenů bylo jejich nasazení v noci ze 14. na 15. září 1942 při náletu na Wilhelmshaven. V roli torpédových a minonosných zůstaly ve službě do roku 1943.
Dne 22. října 1938 byl jeden kus Hampdenu Mk.I dodán do Švédska, který sloužil u útvaru Flottilj 11 v Nyköpingu pod označením P.5. V listopadu 1945 byl zakoupen společností SAAB, kde jako testovací sloužil do listopadu 1947 s imatrikulací SE-APB.
Letouny Hereford jako první převzala 35. peruť RAF ve Finningley. Další stroje byly zařazeny u jedné letky 185. perutě v Cottesmore. Neustálé problémy s motory Dagger byly důvodem pro jejich stažení k operačním cvičným jednotkám č. 14 v Cottesmore a č. 16 v Upper Heyford.

## Specifikace

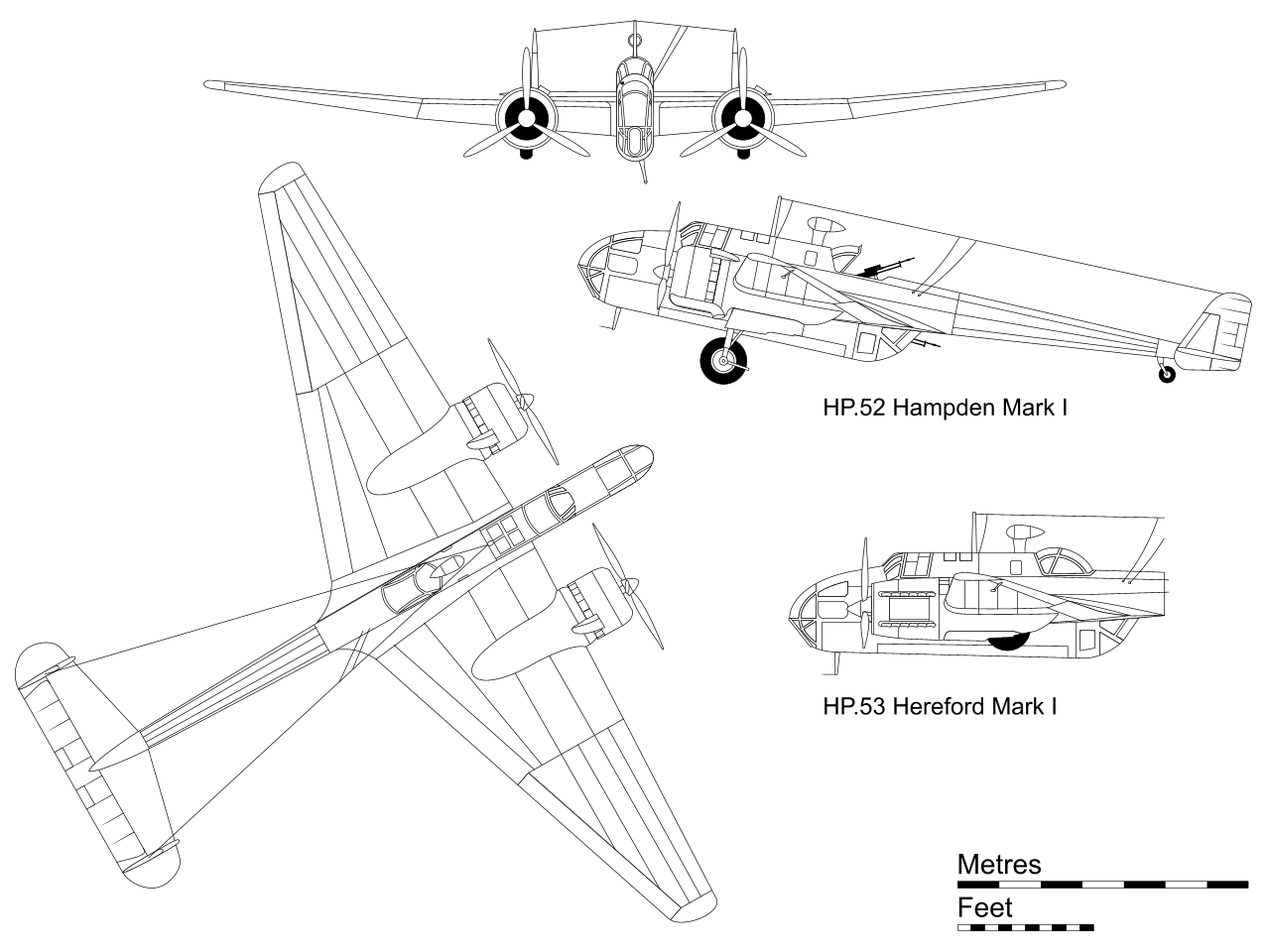
Handley Page Hampden, třípohledový nákres

### Technické údaje
- Osádka: 4
- Rozpětí: 21,98 m
- Délka: 16,33 m
- Výška: 4,37 m
- Nosná plocha: 60,12 m²
- Hmotnost prázdného stroje: 5344 kg
- Vzletová hmotnost: 8508 kg
- Pohon: 2 × hvězdicový motor Bristol Pegasus XVIII
- Výkon motoru: 1000 hp (746 kW)

### Výkony
- Maximální rychlost: 410 km/h
- Přistávací rychlost: 120 km/h
- Počáteční stoupavost: 300 m/min
- Dostup: 5790 m
- Dolet: 1762 km

### Výzbroj
- 1 × pevný 7,7mm kulomet Browning
- 3-5 × pohyblivé kulomety Vickers GO
- 1 814 kg bomb nebo magnetická námořní mina o hmotnosti 907 kg nebo torpédo o hmotnosti 730 kg.